# Yamagata Wyverns
Lo Yamagata Wyverns (パスラボ山形ワイヴァンズ), noto anche come Passlab Yamagata Wyverns per motivi di sponsorizzazione, è un club di pallacanestro con sede a Tendō, in Giappone. Fondato nel 2013, gioca in B.League.

## Storia
Lo Yamagata Wyverns è una squadra di pallacanestro giapponese fondata a Utsunomiya nel 2009, fino al 2013 nota come TGI D-Rise e ha svolto il ruolo di squadra di sviluppo ai Link Tochigi Brex. Dal 2013 la sede si sposta a Tendō assumendo l'attuale denominazione, distaccandosi anche dai Link Tochigi Brex. Ha partecipato alla Japan Basketball League 2 dal 2010 al 2013 e alla National Basketball Development League dal 2014 al 2016. Attualmente gioca in B2 League, la seconda serie del campionato giapponese di pallacanestro.